# Frontline
I Frontline sono un gruppo musicale rock tedesco attivo dalla prima metà degli anni novanta.

## Discografia
- The State of Rock (1994)
- Acoustics (1995)
- Heroes (1997)
- Right Attitude (2000)
- Against the World (2002)
- Almost Unreleased (2003)
- The Seventh Sign (2004)
- Circles (2006)

## Formazione
- Stephan Kaemmerer - voce
- Robby Boebel - chitarra, tastiera
- Thomas Riess - basso
- Stephan Bayerlein - batteria